# Santa Maria dell'Anima
Santa Maria dell'Anima är en kyrkobyggnad i Rom, helgad åt Jungfru Maria. Den är belägen vid Via di Santa Maria dell'Anima i närheten av Piazza Navona i Rione Ponte och tillhör församlingen San Salvatore in Lauro. Santa Maria dell'Anima är en av Tysklands nationskyrkor i Rom.

## Kyrkans historia
Santa Maria dell'Anima, som invigdes 1542, är en av Tysklands nationskyrkor i Rom. Dess ursprung härstammar från det heliga året 1350, då Jan och Katharina Peters från Dordrecht köpte tre hus och byggde om dessa till ett härbärge för pilgrimer. De gav härbärget namnet "Beatae Mariae Animarum" (ungefär Själarnas Saliga Maria), vilket åsyftar Jungfru Marias roll som förebedjerska och hjälpare åt själarna i skärselden.
Dagens kyrka uppfördes mellan 1499 och 1522 i renässansstil. Kyrkan ritades av Andrea Sansovino och är en hallkyrka. Fasaden är ett verk av Giuliano da Sangallo.
Påve Hadrianus VI är begravd i kyrkan, liksom den siste romersk-katolske ärkebiskopen av Uppsala: Olaus Magnus.

## Konstverk i urval
- Carlo Saraceni: Den helige Bennos mirakel (omkring 1618)
- Francesco Cavallini (attribuering): Gravmonument över kardinal Johannes Walter Sluse
- Alessandro Algardi och Ercole Ferrata: Gravmonument över Johannes Savenier och Gualterio Gualtieri de Castro
- Giulio Romano: Den heliga Familjen (1521–1522)
- François Duquesnoy: Gravmonument över Adriaan Vrijburgh
- Baldassare Peruzzi: Gravmonument över påve Hadrianus VI (1529–1533)
- Francesco Salviati: Nedtagandet från Korset
- François Duquesnoy: Gravmonument över Ferdinand van den Eynde (Sarkofagen har inskriptionen VIVENS MORI MEMOR.)
- Giovanni Francesco Romanelli: Jungfru Marie himmelsfärd (1636–1639, takfresk i sakristian)

## Bilder

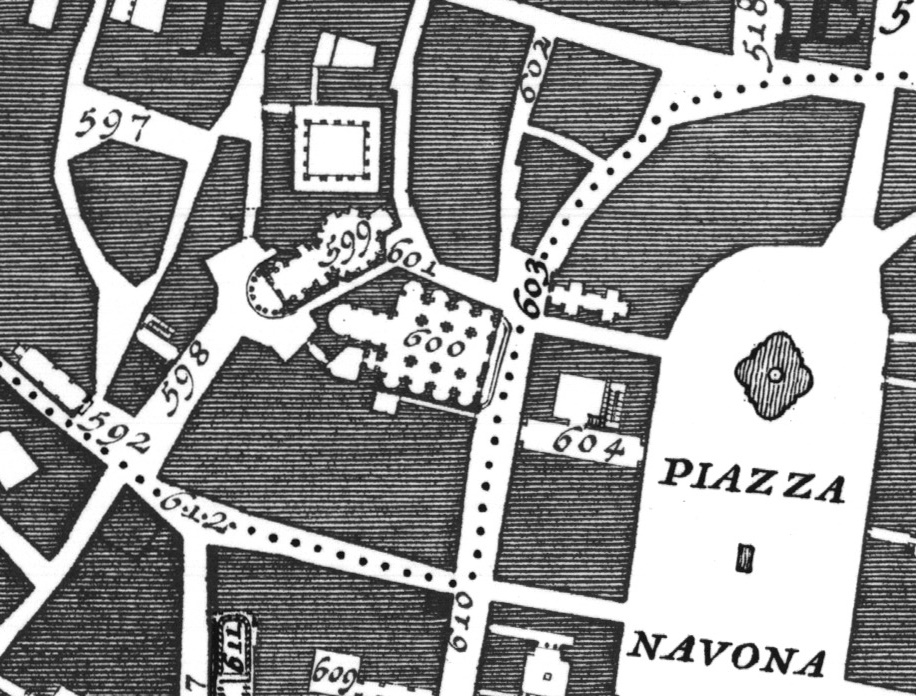
Santa Maria dell'Anima (nummer 600) på Giovanni Battista Nollis Rom-karta från 1748. Nummer 599 anger Santa Maria della Pace.
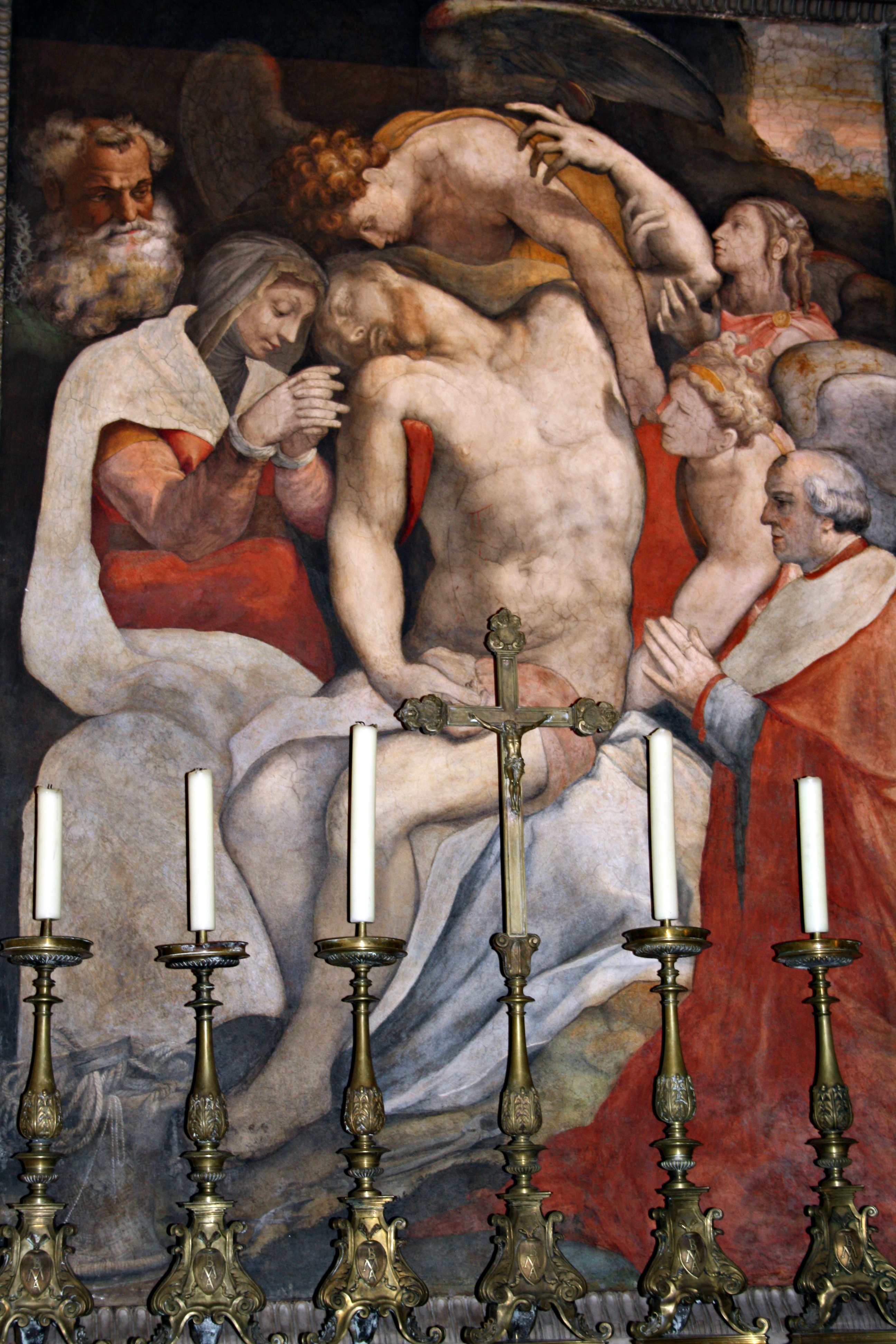
Nedtagandet från Korset av Francesco Salviati.
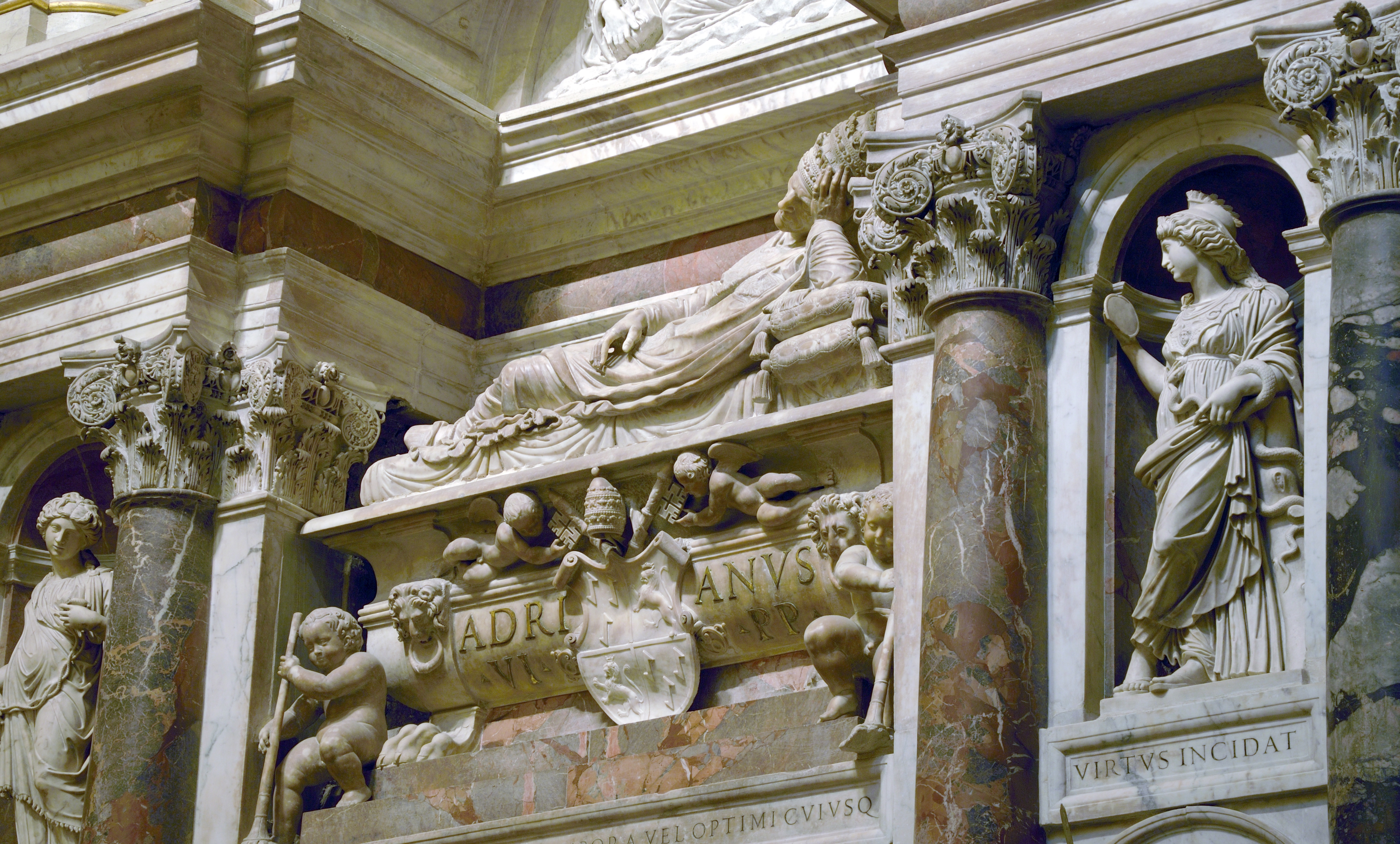
Gravmonument över påve Hadrianus VI av Baldassare Peruzzi.
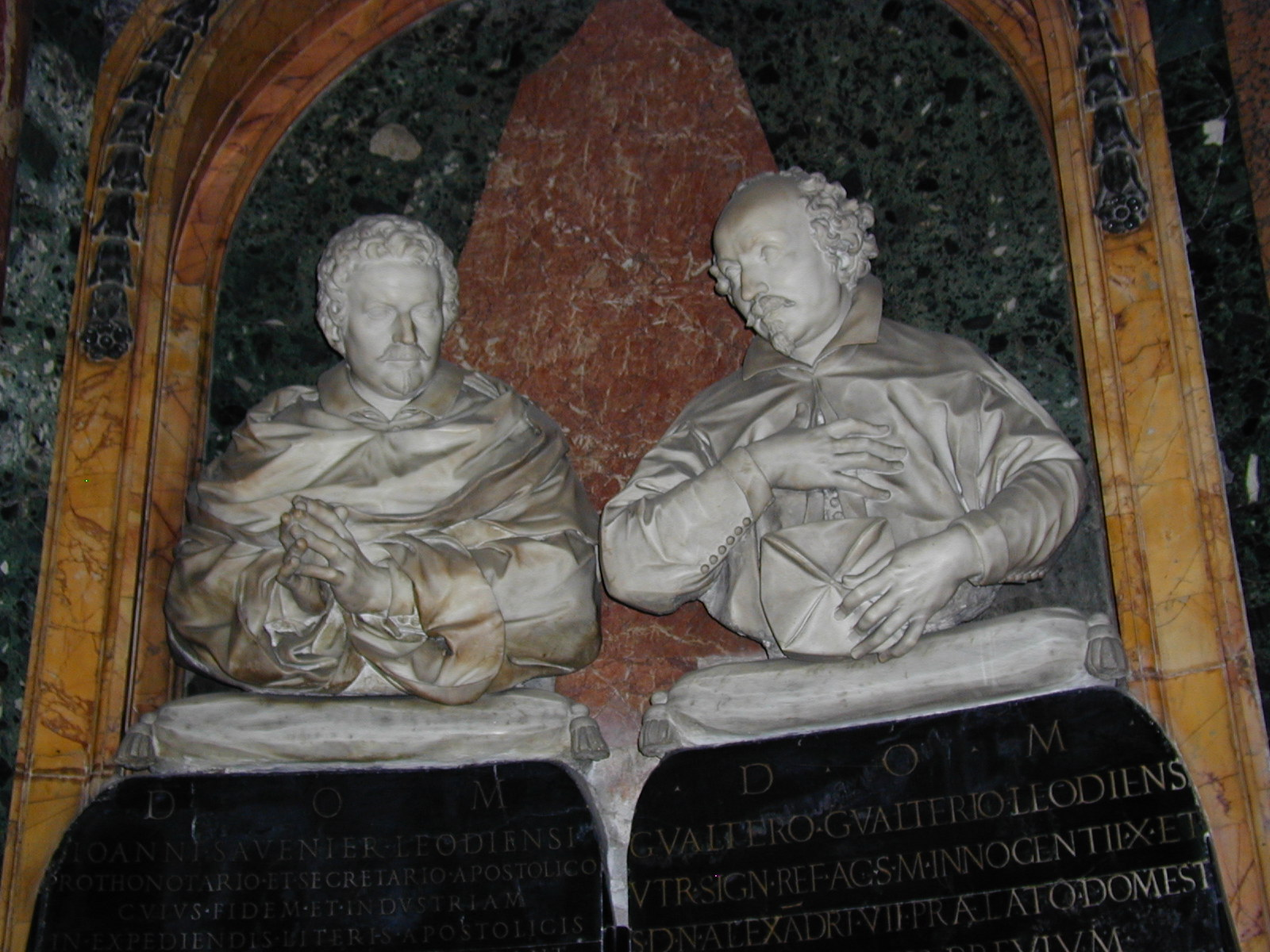
Gravmonumenten över Johannes Savenier (av Alessandro Algardi) och Gualtero Gualteri de Castro (av Ercole Ferrata).